# Petrus Zwicker
Petrus Zwicker (auch Peter Zwicker; † 1403 in Wien) war ein aus Ostpreußen stammender Inquisitor und Geistlicher aus dem römisch-katholischen Orden der Cölestiner. Zwischen 1391 und 1403 leitete er eine der größten inquisitorischen Unternehmungen im deutschen Sprachraum. Die Opfer dieser Ketzerverfolgung, die in Österreich, Pommern, der Mark Brandenburg und Ungarn stattfand, waren fast ausschließlich Waldenser. Die Inquisitionsprotokolle dazu sind heute nur mehr in wenigen Fragmenten erhalten.

## Leben

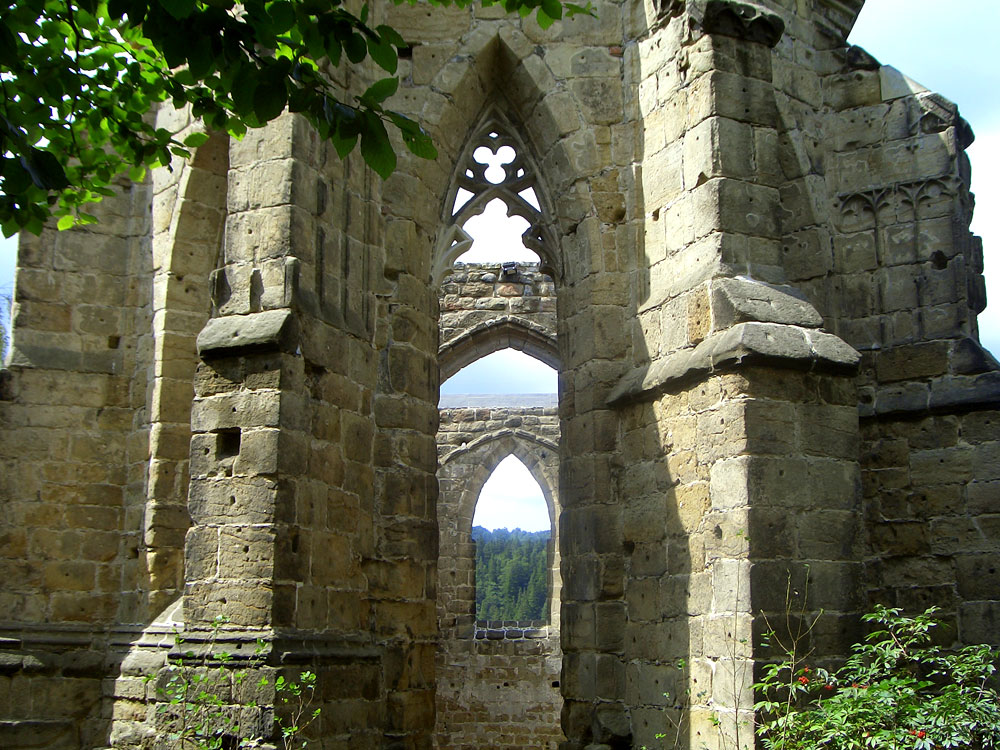
Ruine des Cölestinerklosters auf dem Oybin

Petrus Zwicker stammte aus Wormditt in Ostpreußen und bekleidete im oberlausitzischen Zittau (im Norden des Königreichs Böhmen) bis 1381 das Amt eines Schulrektors. Im gleichen Jahr trat er in das nahe gelegene Cölestinerkloster auf dem Oybin ein. 1395 wurde er sowohl Prior dieses Klosters als auch Provinzial der deutschen Cölestinerprovinz. Bereits ab 1390 wurde er mit der Verfolgung von Häretikern betraut und führte ab 1391 bis zu seinem Lebensende 1403 mehrfach den Vorsitz bei inquisitorischen Untersuchungen, die ihn zu längeren Reisen veranlassten. 

## Inquisition des Petrus Zwicker

### Verlauf der Inquisition
Die Initiative für diese Verfolgungswelle ging vom Bischof der Diözese Passau, Georg von Hohenlohe (1388–1423), aus. 1391 kam Petrus Zwicker nach einem Zusammentreffen mit seinem Kollegen, dem „Ketzerjäger“ Martinus de Amberg in Erfurt erstmals nach Steyr/Oberösterreich. Diese Stadt gilt in der österreichischen Häresiegeschichte als das damals bedeutendste Zentrum der Waldenser in Österreich. Etliche Angeklagte traten während des Prozesses der katholischen Kirche bei und retteten dadurch ihr Leben.
Von 1392 bis 1394 wirkte er als Inquisitor in Erfurt und Stettin, vor allem gegen die dortigen Waldenser. In Stettin war Zwicker offensichtlich mit bischöflichen Vollmachten ausgestattet und urteilte in einem Massenverfahren gegen mindestens 443 märkische und pommersche Waldenser. In den Gerichtsprotokollen, von denen weniger als die Hälfte noch erhalten sind, werden recht milde Strafen aktenkundig, was auf eine gewisse Bußfertigkeit der Delinquenten schließen lässt.
1395 kam er neuerlich nach Österreich. In Garsten/Oberösterreich, nahe Steyr, wo der Inquisitor beim örtlichen Pfarrer einquartiert war, schlug 1395 ein auf ihn verübter Mordanschlag fehl: Die Attentäter hatten versucht, den Pfarrhof anzuzünden, überdies wurde von Unbekannten als Geste der Drohung an einem Stadttor von Steyr ein angesengtes Stück Holz und ein blutiges Messer befestigt. 1396 dehnte Zwicker die Inquisition nach Enns/Oberösterreich aus und führte in den Jahren 1397 und 1398 den Vorsitz bei Verfahren in Steyr. Das Jahr 1397 dürfte einen Höhepunkt der Verfolgungen dargestellt haben: Allein im gleichen Jahr wurden in Steyr über tausend Personen verhört und auf einem als Ketzerfriedhof bezeichneten Ort zwischen achtzig und hundert verurteilte Ketzer verbrannt. An dieses Ereignis erinnert in Steyr ein 1997 errichtetes Denkmal. 1400 leitete Zwicker Inquisitionsprozesse in Trnava in der heutigen Slowakei, 1401 in Hartberg/Steiermark sowie in Sopron/Ungarn, wo Zwicker die Häuser von Waldensern schleifen ließ und sogar die Öffnung von Gräbern anordnete, um die Leichname der verstorbenen Ketzer verbrennen zu lassen. Im Jahr 1403 wirkte er in Wien. Nach seinem Tod 1403 übernahm Stephan Lamp, später Pfarrer von Gutau/Oberösterreich, das Inquisitorenamt Zwickers. Über unter ihm angestrengte Verfolgungen ist jedoch nichts bekannt. Nach der Inquisition des Petrus Zwicker gibt es kaum mehr Hinweise auf die Existenz von Waldensern in Österreich.
Klare Hinweise für den Einsatz der Folter während der Inquisition des Petrus Zwicker existieren wenig, sind jedoch immerhin im Fall zweier Häretiker in Stettin 1392 nachgewiesen.

### Einzelschicksale

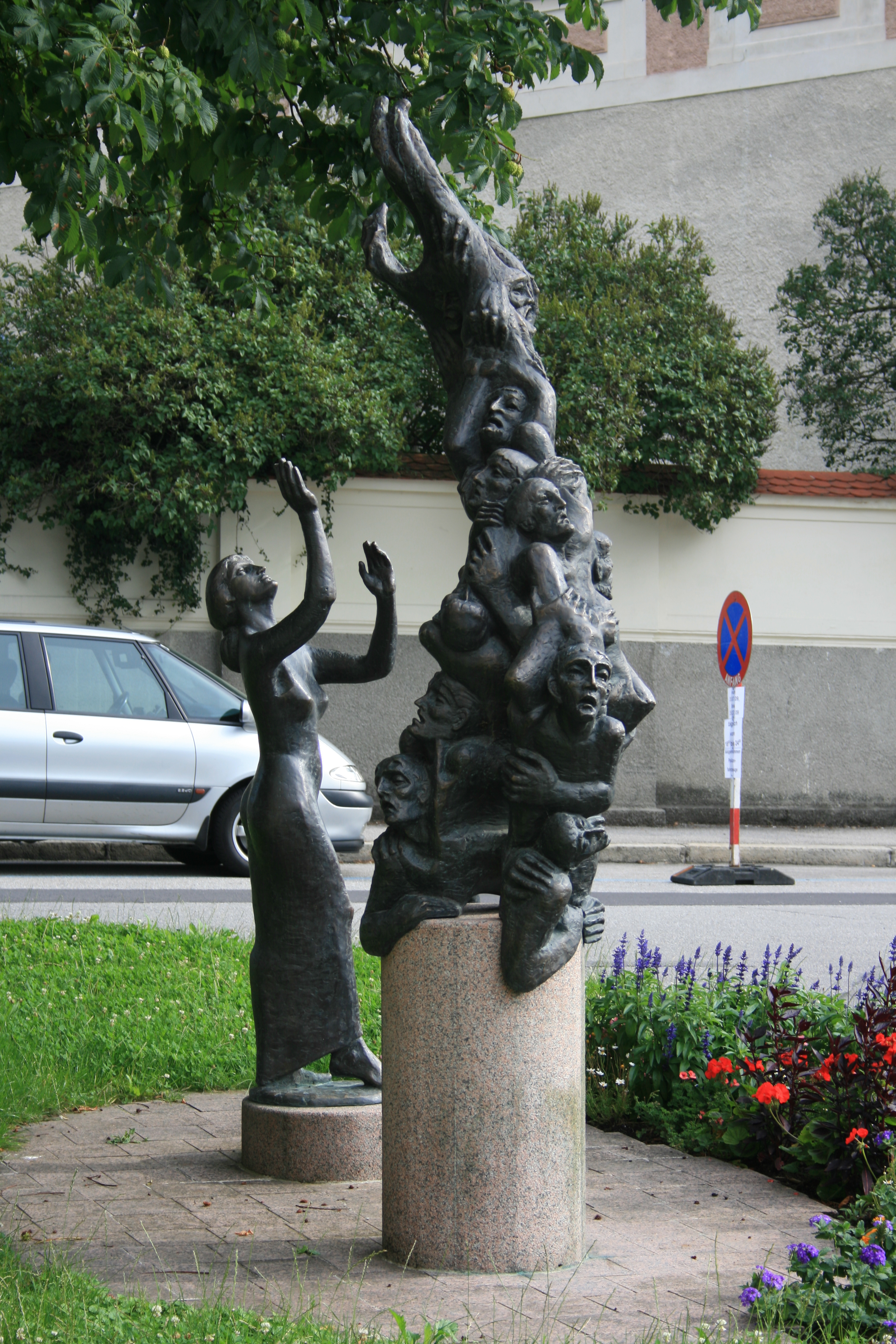
Das Waldenserdenkmal in Steyr

Dass Petrus Zwicker bisweilen auch Kinder vor sein Inquisitionsgericht lud, ist im Fall des zehnjährigen Salomon aus Schwamming (bei Garsten/Oberösterreich, nahe Steyr) belegt. Der Bub wurde dazu verurteilt, zwei Jahre lang das farbige, auf dem Gewand aufgenähte Ketzerkreuz als Schandmal zu tragen.
Auf manche Angeklagte hat Petrus Zwicker keinen besonders einschüchternden Eindruck ausgeübt. Eine Witwe  Kunegundis warf ihm in Steyr sogar sündiges Verhalten vor, weil der Inquisitor zuvor sieben Waldenser aus der Ortschaft Unterwolfern (Wolfern/Oberösterreich) zum Scheiterhaufen verurteilt hatte. Allerdings nützte ihr diese Keckheit nichts. Sie wurde gemeinsam mit anderen Frauen zum Tode verurteilt.
Manche Ketzer standen auch mehrmals in ihrem Leben vor einem Inquisitionsgericht. Elsa Feuer aus Dambach bei Garsten/Oberösterreich war schon als junge Frau von einem Inquisitor verurteilt worden. 1391 wurde sie als bereits 60-Jährige deshalb von Petrus Zwicker zwar nicht zum Tod verurteilt, aber doch mit einer schweren Strafe belegt. Für den Rest ihres Lebens sollte sie das blaue Ketzerkreuz an Vorder- und Rückseite ihrer Oberbekleidung tragen. Außerdem sollte sie an sieben aufeinander folgenden Sonntagen einen Rundgang um die Garstner Ortskirche antreten, wobei sie von dem ihr folgenden Pfarrer kräftig mit Ruten geschlagen werden sollte. Weiterhin sollte sie sich danach rücklings an die Schwelle des Gotteshauses legen, damit sie von den Kirchenbesuchern getreten werden konnte. Nachdem sie sich dieser barbarischen Strafe widersetzte und mit dem Pfarrer einen Streit angezettelt hatte, wurde sie im Alter von 67 Jahren auf Geheiß Petrus Zwickers schließlich verbrannt.

## Zitat
„Mögen Acht haben alle katholischen Fürsten, mögen sie sich anstrengen, dass alle die nichtswürdigen Häretiker, die mit Mord und Brand drohen, gefangen, peinlich verhört und zur Einheit des katholischen Glaubens zurückgebracht werden!“